# Tim Cheveldae
Tim Cheveldae (né le 15 février 1968 à Melville, dans la province de la Saskatchewan au Canada) est un joueur professionnel retraité de hockey sur glace de la Ligue nationale de hockey.

## Carrière
Ce gardien de but évolua de 1989 à 1994 avec les Red Wings de Détroit, avant de rejoindre les Jets de Winnipeg pour finir en 1997 avec les Bruins de Boston.